# Stadio Alberto Picco
Stadio Alberto Picco este principalul stadion de fotbal din La Spezia, Italia. Din 1919 este stadionul pe care echipa Spezia Calcio 1906 își desfășoară meciurile de pe teren propriu. Stadionul are o capacitate de 10.336 de locuri.